# Preussiska vetenskapsakademien

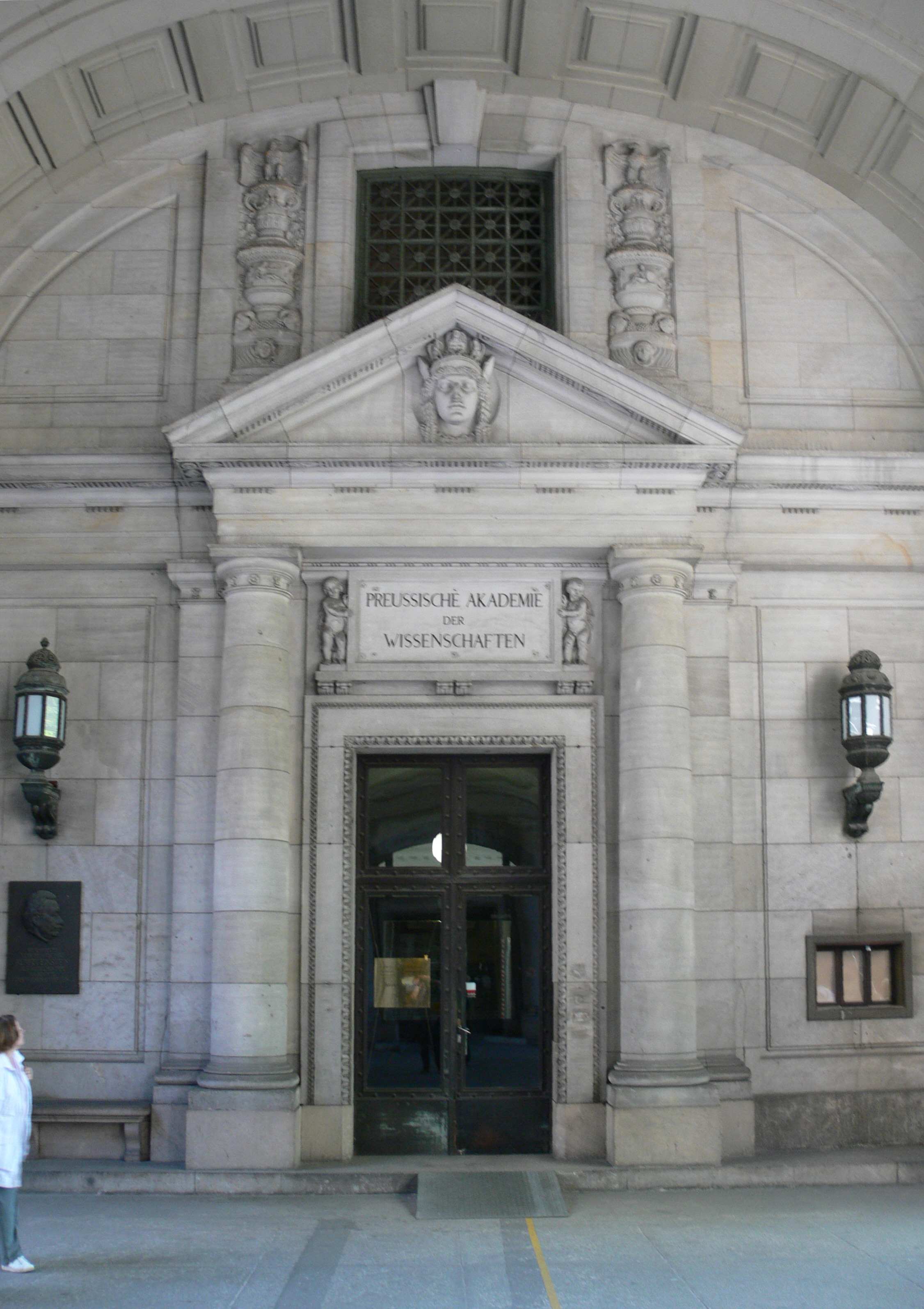
Akademiens tidigare byggnad på Unter den Linden 8, idag del av Staatsbibliothek zu Berlin.

Preussiska vetenskapsakademien (tyska: Königlich-Preußische Akademie der Wissenschaften) var en vetenskapsakademi grundad i Berlin den 11 juli 1700 av den brandenburgiske kurfursten Fredrik III, ursprungligen under namnet Kurfürstlich-Brandenburgische Societät der Wissenschaften. Den förste ordföranden för akademien var matematikern och filosofen Gottfried Wilhelm Leibniz.

## Efterföljare
Den preussiska akademien ombildades 1946 i den sovjetiska ockupationssektorn i Berlin och blev sedermera Östtysklands vetenskapsakademi, som lades ned efter Tysklands återförening. Dess efterföljare idag är Berlin-Brandenburgische Akademie der Wissenschaften, grundad 1993.